# Space Ace
Space Ace is een videospel dat werd ontwikkeld door Don Bluth, Cinematronics en RDI en werd uitgegeven door Cinematronics. Het spel kwam in 1982 uit voor de Commodore PET/CBM. De speler speelt ruimteheld Ace die is veranderd in een kind van zes jaar door een laserstraal van de slechte ruimtegezagvoerder Borf. Deze gemene ruimtegezagvoerder heeft ook zijn vriendin Kimberly ontvoerd. Hij moet haar redden en zien te voorkomen dat Borf nog meer schade aanricht. Het spel kan met de joystick of toetsenbord bestuurd worden.

## Stemmen
- Will Fin - Dexter
- Jeff Etter - Ace
- Lorna Cook - Kimberly
- Don Bluth - Borf
- Michael Rye - Verteller

## Platforms
| Jaar | Platform                               |
| ---- | -------------------------------------- |
| 1982 | Commodore PET/CBM                      |
| 1983 | Arcade                                 |
| 1988 | Amstrad CPC, Commodore 64, ZX Spectrum |
| 1989 | Amiga, Atari ST, DOS                   |
| 1990 | Apple IIgs, Macintosh                  |
| 1993 | CD-i, SNES                             |
| 1994 | SEGA CD                                |
| 1995 | 3DO, Jaguar                            |
| 2007 | Windows                                |
| 2009 | iPhone                                 |
| 2012 | Android, iPad                          |